# Пескарь Солдатова
Пескарь Солдатова (лат. Gobio soldatovi) — вид пресноводных лучепёрых рыб семейства карповые отряда карпообразные. Видовое название присвоено в честь Владимира Константиновича Солдатова (1875—1941), российского и советского ихтиолога и зоолога. Средняя длина тела 7,6 см. Максимальная зарегистрированная длина 12 см. Достигают зрелости при длине тела 4,6 см. Встречается в пресных водоёмах Азии: бассейн Амура в России и Китае; остров Сахалин; озеро Буир в Монголии. Бентопелагическая рыба. Нерестится на мелководье над песком. Самка вымётывает 1550—5300 икринок. Считается видом вне опасности, безвреден для человека. Промыслового значения не имеет.